# 大柿誠
大柿 誠（おおがき まこと、1979年9月9日 - ）は日本の俳優。栃木県宇都宮市出身。

## 来歴
98年、舞台『毛皮のマリー』のオーディションに参加し後に株式会社アトリエ・ダンカンにスカウトされる。同年テレビ朝日『金髪先生』のレギュラーを掴み、デビュー。日本テレビドラマ『Shin-Dおしおきシスターズ』等、活動の幅を広げる。
同事務所退社後、05年にはドラマ『牡丹と薔薇』の小沢真珠のものまねで日本テレビ『ものまねバトル』に本人共演を含め数回出演し、男性でありながらクオリティの高い女装を披露する。他、さかなクン、ローラ等のレパートリーもある。
以後、俳優としての幅を広げる為、舞台を中心に活動を始め、10本以上の作品にて主演を務める。舞台、映画を含め劇中のダンス振り付けを手掛ける事もあり、09年には映画初主演を果たす。
以降、コンスタントに舞台出演を続ける一方、15年には『金スマ年末SP』にて、さかなクンヒストリーの本人役にて出演を果たす等、精力的に活動している。
22年、メジャーリーグ(MLB)、欧州プレミアリーグ、Wリーグ等の放映権を持つスポーツメディアSPOTVNOWの公式SPOTVER(アンバサダー)に就任。
24年、元日本ハムファイターズ広瀬哲朗の公式YouTubeチャンネル『1年1組てっちゃん先生』にゲスト出演後、無類の野球好きが功を奏し、同番組レギュラーとなる。型にはまらないスタイルで現地ロケや番組収録等、活動の幅を広げている。

## 人物
無類のパン好きで国内のみならず、海外からも取り寄せる程の情熱を持っている。パン好きが高じてパンシェルジュ2級を取得。野球好きでもあり、生粋の東京ヤクルトスワローズファン。濃い顔立ちからよく国籍を問われるが、ハーフでもなく純粋な日本人との事。

## 出演

### TV
- EX 『金髪先生』レギュラー
- CX 『SMAP×SMAP ShortFilm』00’
- NTV 『日テレものまねバトル』05’
- NTV 『くちコミ☆ジョニー』07’
- TX　『板尾ロマン』出演　11’
- TBS 『金スマ年末SP』15’

### ドラマ
- TBS　『池袋ウエストゲートパーク』00’
- NTV 『Shin-Dおしおきシスターズ』98’

•トップコートオーディオドラマ『今日もツイてる』21’

### 映画
- 『カブキングZ』出演＆劇中ダンス総振り付け08’
- 『Everlasting Scape』主演　09’

YouTube
・広瀬哲朗⚾️『1年1組てっちゃん先生』レギュラー　24’〜

### 舞台
- 『天使のカウントダウン』主演（シアターアプル）07’
- 『ミカケダケデヒトノネウチヲ』主演＆ダンス振り付け（新宿シアターミラクル）08’
- 『やさしい時間』主演（新宿シアターミラクル）08’
- 『老コメディアン物語』出演（新宿シアターミラクル）ラサール石井演出08’
- 『月よりの侍』主演（シアターグリーン BOX in BOX THEATER）09’
- 『ザ・デッド・エンド』（銀座博品館劇場）11’
- 『ろまんす』主演（アクアスタジオ）11’
- 『興す人々』主演（てあとるらぽう）13’
- 『ニューシネマパラダイちゅ』準主演（サンモールスタジオ）14’
- 『新撰組伝・希章〜最後の新撰組隊士の物語〜』（新宿タイニイアリス）14’
- 『ロミオ＆ジュリエット』（萬劇場）15’
- 『セラピスト』主演（築地本願寺ブディストホール）15’
- 『ロミオ＆ジュリエット』主演（高円寺明石スタジオ）15’
- 『Short Show Shot!?』vol.1, vol.2, vol.3 出演　15’16’
- 『新宿ナンバー』主演（高田馬場ラビネスト）15’
- 『祈りの詩』主演（築地本願寺ブディストホール）16’
- 『DOG’S』（シアターグリーンBIGTREE）村田充演出　17’
- 『ホンネ５秒前！』（中野MOMO）友池さん演出　17’
- 『Short Show Shot!?』vol.5 出演 17’
- 『キズ絆 KIZU-BAN 』出演（高田馬場ラビネスト）18’
- 『SIMPLY BECAUSE IMITATION〜偽物だからこそ〜』出演（高田馬場ラビネスト）18’
- 『Banana Case』主演（中野HOPE）19’

•『舞台浸水』主演(高島平バルスタジオ)20’
•『Orange Peel』主演
(下北沢楽園)21’
・『トライアル2024』(下北沢B1劇場)24’
・『滑走路』(築地本願寺ブディストホール)24'
・『薔薇戦士2』脚本：倉科遼(新宿村LIVE)25'
・『モテない保険2』主演
(築地本願寺ブディストホール)25'